# Aspilota jakovlevi
Aspilota jakovlevi är en stekelart som beskrevs av Vladimir Ivanovich Tobias 1992. Aspilota jakovlevi ingår i släktet Aspilota och familjen bracksteklar. Inga underarter finns listade.